# ケンブリッジ・イノベーション・センター

## 概要
ケンブリッジ・イノベーション・センター (CIC) は、1999 年にティム・ロウとアンドリュー・オルムステッドにより米国マサチューセッツ州・ケンブリッジのケンダルスクエアに設立されたイノベーション拠点で、スタートアップ企業や起業家の支援を行うための施設。オフィススペースの提供だけでなく、ネットワーキングやリソースの共有、成長支援プログラムを通じて、企業の成長を支援している。CICは米国をはじめ、ヨーロッパやアジアなど複数の国で拠点を展開しており、イノベーションを促進するエコシステムの中心的な役割を果たしている。日本はティム・ロウとMITのMBAで同級生だったA.T.カーニー会長の梅澤高明が会長を務める。

## CICの主力事業
米国、ヨーロッパ、アジア各国のイノベーション拠点の運営に加え、スタートアップコミュニティの構築なども行う。また、CIC Institute や Japan Desk 、Captains of Innovationなど、スタートアップや事業会社のイノベーションや成長をサポートするアクセラレーションプログラムを運営する専門チームが複数存在。地方公共団体や企業などから受託し、スタートアップ向けの成長支援プログラムや、海外展開プログラムを運営している。その他にも、CICの姉妹団体であるVenture Caféは、起業家、起業を志す人、企業内新規事業担当者、投資家、教育者、政策担当者等、エコシステムに内包される多様なイノベーター達を繋げる活動を行っており、毎週木曜日には彼ら主催のThursday Gatheringというプログラムが開催されている。
CIC TokyoではThursday Gatheringをはじめとした、多分野・他業種のイベントが高頻度で開催されており、多くのイノベーターやアントレプレナーたちのネットワーキングの場となっている。

## 経済における位置づけ
“テクノロジーとイノベーションが我々の将来に不可欠だというのなら、ケンブリッジ・イノベーション・センターはその中心となるだろう。最新の研究施設を有するマサチューセッツ工科大学に近いケンドールスクエアにケンブリッジ・イノベーション・センターがあることがそれを物語っている。”
- ボストン・グローブ紙　ロブ・ウェイズマン

## 沿革
- 1999年 - CIC が米国マサチューセッツ州・ケンブリッジのケンダルスクエアに設立[10]され、初期は 2,700 平方フィートのスペースを開設。
- 2001年 - 18,000 平方フィートに拡大し、2004 年までに 71,000 平方フィートと 75 社を抱えるまで成長[11]。
- 2013年 - 入居企業数が 500 社以上に到達[12]。同年に初のマサチューセッツ州外への拡張を発表[13]。
- 2016年 - ロッテルダムにヨーロッパ初となる新拠点を開設[14]。
- 2020年 - 東京[15]とワルシャワ[16]に新しいキャンパスを開設。
- 2022年 - 岸田文雄内閣総理大臣が、日本における重要なスタートアップ支援拠点として CIC Tokyo を訪問[17]。
- 2024年 - ベルリンにヨーロッパ 3 つ目となる拠点を開設[18]。
- 2025年 - 4月 CIC Fukuoka 開設予定[19]

## CICのGlobal拠点
CIC は、1999年に米国マサチューセッツ州ケンブリッジで設立されて以来、世界中にその影響力を広げてきた。特に 2014年以降、ヨーロッパやアジアへ進出し、2020年10月には日本初の拠点として CIC Tokyo が誕生。CICは複数の国や地域に拠点を設立し、グローバルなイノベーションエコシステムの構築に貢献している。これにより、各地域の起業家たちが CICのリソースとネットワークを活用し、国際的な成功を収めている。

### CIC の拠点一覧

#### 米国
- ケンブリッジ　Cambridge
- ボストン　Boston
- プロビデンス　Providence
- フィラデルフィア　Philadelphia
- セント・ルイス　St. Louis

#### オランダ
- ロッテルダム　Rotterdam

#### ポーランド
- ワルシャワ　Warsaw

#### 日本
- 東京　Tokyo
- 福岡　Fukuoka

#### ドイツ
- ベルリン　Berlin

## CICとスタートアップ
CIC は、オフィススペースとスタートアップを支援する様々なプログラムを通して、数多くの革新的なスタートアップを支援してきた。その中には、バイオテクノロジーやフィンテックなど、各分野で世界的に注目を集める企業が含まれている。CIC に拠点を置いていたスタートアップの一部は、その後急成長し、業界をリードする企業へと成長したことで、CICのもつスペースには収まりきらなくなり、卒業しているケースも多くある。CIC は単なるオフィススペースの提供者にとどまらず、イノベーションの発信地となっている。

## Venture Café
Venture Café はCICの姉妹団体。Venture Café は、コミュニティ構築を通じてイノベーションを促進する場。Venture Café は「漢方薬」のように、即効性ではなく長期的に関係性を深め、継続的な支援を提供することを目指しています。リーダーの小村隆祐氏は、心理的安全性の確保やチーム内でのオープンな対話を重要視し、多様な人々が集い共創するエコシステムを育てているという。世界中で毎週木曜日に開催されている Thursday Gathering はビジネスコミュニティを構成する代表例として知られている。

## CICの入居企業例
"この街にある素晴らしいスタートアップのうち、驚くほど多くの企業がこの場所から始まった。”
 - ボストン・グローブ紙　イノベーション経済記者・コラムニスト　スコット・キルスナー

- Android：アンドロイド共同創業者のリッチ・マイナー氏は、その後Googleに買収され、スマートフォンの主要OSとなるAndroidの一部を、CIC入居中に構築した[16]。
- Maven Technologies：後にヤフーの子会社となり同社のケンブリッジ市における拠点となったマーヴェン・テクノロジーズもケンブリッジ・イノベーション・センターから始まった。
- Great Point Energy[24]：グレート・ポイント・エナジーはケンブリッジ・イノベーション・センターに入居している 2007 年に、同社の石炭ガス化技術に対して 1.03 億米ドルの投資を受けた。この投資は当時のクリーンエネルギー技術に対する投資の中で最も大きなものの一つであった[25]。
- HubSpot：ハブ・スポットは 2006年から2010年まで CIC に入居[21]
- Sakana AI : 情報科学分野で実験から論文執筆などを自動でこなすシステムを開発。[26]

## CICの日本拠点
- CIC Tokyo : 2020年10月、虎ノ門ヒルズ ビジネスタワー 15 階・ 16 階に約 6,000m2 を有するCIC Tokyo を開設[15]。300 社が入居する（2024年4月時点）[27]、日本最大級のイノベーション拠点
- CIC Fukuoka : 2025年4月、One Fukuoka Bldgの7階 （約3,500m2） に日本で２拠点目となるCIC Fukuokaを開設[28]。